# 미니해왕성
미니해왕성(mini-Neptune)은 질량이 지구의 약 10배 이상, 지구질량 약 14.5(천왕성 질량) ~17배(해왕성 질량) 이하인 얼음 가스행성이다. 학자에 따라서 이 천체를 난쟁이 가스 행성 또는 과도기적 행성으로 부르기도 한다. 미니해왕성은 두꺼운 수소-헬륨 대기가 있고 아마 그 밑에는 얼음, 암석 또는 액체 바다(물, 암모니아 혹은 둘의 혼합물. 이들보다 무거운 휘발성 물질일 수도 있음)가 있을 것이다.
이 개념은 천왕성과 해왕성으로부터 알게 된 지식으로부터 유추해 낸 것이다. 이 행성에서 두꺼운 대기를 제거할 경우 바다 행성과 성질이 비슷하게 된다. 암석 행성과 가스 행성을 부피로 나누는 어림 경계선은 지구반지름의 2배 전후이다. 실제로 직접 관측한 결과 지구반지름의 1.6배 이상 외계행성들(대충 지구질량의 6배 이상)은 휘발성 물질 또는 수소-헬륨 기체를 다량 붙잡고 있다. 이런 행성들의 물리적 수치는 지구와 같은 암석행성으로부터 나온 질량-반지름 공식으로는 잘 맞아떨어지지 않기 때문에 그 조성물이 복잡할 것이라고 추측할 수 있다. 다른 연구를 통해서도 비슷한 결과가 나와 이 이론을 더욱 공고히 해 주었다. 질량 면에 있어 미니 해왕성의 하한선은 행성 조성물에 따라 큰 편차를 보이는데 작게는 지구질량 정도부터 크게는 지구질량의 20배까지 폭넓다.
질량과 밀도로부터 발견된 외계 행성 여럿이 미니 해왕성이리라 추측하고 있다. 예를 들어 케플러-11f의 질량은 지구의 2.3배이나 밀도는 토성과 비슷한데 이로부터 f는 중심부에 작은 암석 핵이 있고 그 위에 액체 상태 바다가, 다시 그 위로 두꺼운 수소-헬륨 대기층이 있는 것으로 보인다. 케플러-11f보다도 더 작은 케플러-138d의 경우 질량은 지구와 거의 비슷한데 반지름은 상대적으로 커서(20500 킬로미터) 밀도가 작다. 이런 행성들은 항성에서 적당히 떨어져 있는데 너무 가까이 붙을 경우 대기가 항성풍과 열기에 벗겨져 나가 우주로 탈출하여 없어질 것이다. 케플러-11 계에서 별에 가까운 행성은 바깥쪽보다 밀도가 높은데 이로부터 휘발성 물질이 없어지고 암석 부분만 남았다고 추정할 수 있다.

## 같이 보기
- 크소니언 행성
- 뜨거운 목성
- 뜨거운 해왕성
- 하이시언 행성
- 메가지구
- 슈퍼지구
- 슈퍼목성
- 제9행성